# Llista de topònims de la Pobla de Lillet
Montmajor
Llista de topònims (noms propis de lloc) del municipi de la Pobla de Lillet, al Berguedà
Informació actualitzada per un bot. Els canvis manuals es perdran quan s'actualitzi!

## castell
| imatge | Nom                           | Ubicat a           | instància de | Detalls | coordenades                                                  | Protecció                                            | Commons (més fotos)           | Dades a WD                    |
| ------ | ----------------------------- | ------------------ | ------------ | ------- | ------------------------------------------------------------ | ---------------------------------------------------- | ----------------------------- | ----------------------------- |
|        | Castell de Lillet             | la Pobla de Lillet | castell      |         | 42° 14′ 18″ N, 1° 59′ 18″ E / 42.2382°N,1.988443°E 1065 msnm | bé d'interès cultural bé cultural d'interès nacional | Castell de Lillet             | Modifica les dades a Wikidata |
|        | Castell de la Pobla de Lillet | la Pobla de Lillet | castell      |         | 42° 14′ 39″ N, 1° 58′ 32″ E / 42.2442°N,1.97556°E 859 msnm   | bé d'interès cultural bé cultural d'interès nacional | Castell de la Pobla de Lillet | Modifica les dades a Wikidata |

## curs d'aigua
| imatge | Nom     | Ubicat a                                      | instància de | Detalls              | coordenades                                                                                               | Protecció | Commons (més fotos) | Dades a WD                    |
| ------ | ------- | --------------------------------------------- | ------------ | -------------------- | --- | --------- | ------------------- | ----------------------------- |
|        | Arija   | Gombrèn la Pobla de Lillet                    | curs d'aigua | Desemboca: Llobregat | 42° 17′ 04″ N, 2° 04′ 43″ E / 42.28441°N,2.078562°E 42° 14′ 40″ N, 1° 58′ 31″ E / 42.244452°N,1.975363°E  |           | Arija River         | Modifica les dades a Wikidata |
|        | Riutort | la Pobla de Lillet Bagà Guardiola de Berguedà | curs d'aigua | Desemboca: Llobregat | 42° 18′ 06″ N, 1° 54′ 37″ E / 42.301801°N,1.910395°E 42° 14′ 15″ N, 1° 55′ 02″ E / 42.237591°N,1.917142°E |           |                     | Modifica les dades a Wikidata |

## edifici
| imatge | Nom                  | Ubicat a           | instància de | Detalls      | coordenades                                                                                            | Protecció | Commons (més fotos)  | Dades a WD                    |
| ------ | -------------------- | ------------------ | ------------ | ------------ | --- | --------- | -------------------- | ----------------------------- |
|        | Cal Costa            | la Pobla de Lillet | edifici      | 19th century | 42° 14′ 38″ N, 1° 58′ 18″ E / 42.243917°N,1.971716°E ca:Avda. Antoni Costa, núm. 1. La Pobla de Lillet |           | Fàbrica de Cal Costa | Modifica les dades a Wikidata |
|        | la Pallola/La Paiola | la Pobla de Lillet | edifici      | 18th century | 42° 12′ 05″ N, 1° 59′ 44″ E / 42.20152°N,1.99544°E ca:Zona sud-est. Prop de la pista de Montclús       |           |                      | Modifica les dades a Wikidata |

## església
| imatge | Nom                               | Ubicat a           | instància de                 | Detalls                                                               | coordenades | Protecció                                            | Commons (més fotos)                   | Dades a WD                    |
| ------ | --------------------------------- | ------------------ | ---------------------------- | --------------------------------------------------------------------- | --- | ---------------------------------------------------- | ------------------------------------- | ----------------------------- |
|        | Sant Miquel de Lillet             | la Pobla de Lillet | església                     | Estil: arquitectura romànica 11st century                             | 42° 14′ 30″ N, 1° 59′ 34″ E / 42.241706°N,1.992731°E ca:Pista des de ctra. la Pobla - Campdevànol, entre km 74 i 75. La Pobla de Lillet                 | bé cultural d'interès local                          | Sant Miquel de Lillet                 | Modifica les dades a Wikidata |
|        | Santa Cecília de Riutort          | la Pobla de Lillet | església                     | Estil: arquitectura romànica 11st century                             | 42° 14′ 30″ N, 1° 55′ 37″ E / 42.241785°N,1.926977°E ca:Ctra. Guardiola - la Pobla, entre km 67 i 68; pista a l'esquerra. La Pobla de Lillet (Berguedà) | bé cultural d'interès local                          |                                       | Modifica les dades a Wikidata |
|        | Santa Maria de Lillet             | la Pobla de Lillet | església                     | Estil: arquitectura romànica arquitectura gòtica arquitectura barroca | 42° 14′ 34″ N, 1° 59′ 36″ E / 42.24277778°N,1.99333333°E ca:Carretera B-402 a Campdevànol, km 11,2, pista cap al sud 922 msnm                           | bé d'interès cultural bé cultural d'interès nacional | Monestir de Santa Maria de Lillet     | Modifica les dades a Wikidata |
|        | Santa Maria de la Pobla de Lillet | la Pobla de Lillet | església església parroquial | Estil: arquitectura barroca 18th century                              | 42° 14′ 39″ N, 1° 58′ 28″ E / 42.244164°N,1.974329°E ca:Plaça de l'església ,1.                                                                         | bé cultural d'interès local                          | Santa Maria de la Pobla de Lillet     | Modifica les dades a Wikidata |
|        | Santuari de Falgars               | la Pobla de Lillet | església edifici històric    | Estil: arquitectura popular                                           | 42° 13′ 39″ N, 1° 56′ 43″ E / 42.2274°N,1.94534°E ca:Falgars-Catllaràs 1288 msnm                                                                        | bé cultural d'interès local                          | Santuari de la Mare de Déu de Falgars | Modifica les dades a Wikidata |
|        | el Bruc                           | la Pobla de Lillet | església                     | Estil: arquitectura popular                                           | 42° 15′ 03″ N, 1° 59′ 47″ E / 42.250717°N,1.996394°E ca:A l'est del nucli urbà, situada al vessant sobre la carretera de Ripoll.                        | bé integrant del patrimoni cultural català           |                                       | Modifica les dades a Wikidata |

## font
| imatge | Nom            | Ubicat a           | instància de | Detalls | coordenades                                                          | Protecció | Commons (més fotos) | Dades a WD                    |
| ------ | -------------- | ------------------ | ------------ | ------- | -------------------------------------------------------------------- | --------- | ------------------- | ----------------------------- |
|        | font del Bisbe | la Pobla de Lillet | font         |         | 42° 12′ 50″ N, 2° 00′ 21″ E / 42.21394°N,2.00585°E ca:Rec de la Sois |           |                     | Modifica les dades a Wikidata |
|        | font del Faig  | la Pobla de Lillet | font         |         | 42° 13′ 32″ N, 1° 56′ 41″ E / 42.225466710572°N,1.94475722720887°E   |           |                     | Modifica les dades a Wikidata |

## masia
| imatge | Nom                     | Ubicat a           | instància de | Detalls                     | coordenades | Protecció                                  | Commons (més fotos) | Dades a WD                    |
| ------ | ----------------------- | ------------------ | ------------ | --------------------------- | --- | ------------------------------------------ | ------------------- | ----------------------------- |
|        | Arderiu                 | la Pobla de Lillet | masia        |                             | 42° 13′ 16″ N, 1° 58′ 31″ E / 42.2211869760241°N,1.97535016347647°E ca:Al Catllaràs.                                                                                |                                            |                     | Modifica les dades a Wikidata |
|        | Barraca del Morquerols  | la Pobla de Lillet | masia        |                             | 42° 14′ 16″ N, 1° 57′ 28″ E / 42.2378881321673°N,1.95777295148778°E                                                                                                 |                                            |                     | Modifica les dades a Wikidata |
|        | Ca la Xesa              | la Pobla de Lillet | masia        |                             | 42° 14′ 21″ N, 1° 57′ 42″ E / 42.2392196685937°N,1.96159308726818°E                                                                                                 |                                            |                     | Modifica les dades a Wikidata |
|        | Cal Font                | la Pobla de Lillet | masia        |                             | 42° 12′ 55″ N, 2° 00′ 35″ E / 42.2153730300802°N,2.00964615995584°E ca:Zona sud-est                                                                                 |                                            |                     | Modifica les dades a Wikidata |
|        | Cal Pau Solana          | la Pobla de Lillet | masia        |                             | 42° 14′ 24″ N, 1° 57′ 40″ E / 42.2398911881603°N,1.9611578703621°E                                                                                                  |                                            |                     | Modifica les dades a Wikidata |
|        | Cal Roger               | la Pobla de Lillet | masia        |                             | 42° 14′ 21″ N, 1° 57′ 39″ E / 42.2391398368358°N,1.96073387520939°E                                                                                                 |                                            |                     | Modifica les dades a Wikidata |
|        | Can Branca              | la Pobla de Lillet | masia        |                             | 42° 15′ 11″ N, 1° 58′ 26″ E / 42.2530924697634°N,1.97397312680609°E                                                                                                 |                                            |                     | Modifica les dades a Wikidata |
|        | Can Fumanya             | la Pobla de Lillet | masia        |                             | 42° 14′ 25″ N, 1° 56′ 53″ E / 42.240349920537°N,1.9480428375025°E                                                                                                   |                                            |                     | Modifica les dades a Wikidata |
|        | Casa de Baix            | la Pobla de Lillet | masia        |                             | 42° 13′ 37″ N, 1° 56′ 46″ E / 42.2269201752944°N,1.94611443302475°E                                                                                                 |                                            |                     | Modifica les dades a Wikidata |
|        | Cellers                 | la Pobla de Lillet | masia        |                             | 42° 12′ 28″ N, 2° 00′ 18″ E / 42.2077124619109°N,2.00487177064795°E ca:Zona sud-est, prop de la carretera de Sant Jaume de Frontanyà                                |                                            |                     | Modifica les dades a Wikidata |
|        | Eits                    | la Pobla de Lillet | masia        |                             | 42° 14′ 42″ N, 1° 58′ 11″ E / 42.2451121890239°N,1.96986005172118°E                                                                                                 |                                            |                     | Modifica les dades a Wikidata |
|        | Junyent                 | la Pobla de Lillet | masia        |                             | 42° 13′ 17″ N, 1° 59′ 02″ E / 42.2213342472971°N,1.98380517950059°E                                                                                                 |                                            |                     | Modifica les dades a Wikidata |
|        | Montclús de Baix        | la Pobla de Lillet | masia        |                             | 42° 12′ 25″ N, 1° 59′ 49″ E / 42.2069495521797°N,1.99690070312772°E ca:Montclús, zona sud-est                                                                       |                                            |                     | Modifica les dades a Wikidata |
|        | Montclús de Dalt        | la Pobla de Lillet | masia        |                             | 42° 12′ 28″ N, 1° 59′ 47″ E / 42.2077459074823°N,1.9963066300298°E ca:Montclús, zona sud-est.                                                                       |                                            |                     | Modifica les dades a Wikidata |
|        | Montverdor              | la Pobla de Lillet | masia        |                             | 42° 14′ 28″ N, 2° 01′ 06″ E / 42.240973085562°N,2.0183299930547°E                                                                                                   |                                            |                     | Modifica les dades a Wikidata |
|        | Puigcastellar           | la Pobla de Lillet | masia        |                             | 42° 15′ 07″ N, 1° 57′ 25″ E / 42.2519039596255°N,1.95703306844676°E                                                                                                 |                                            |                     | Modifica les dades a Wikidata |
|        | Sarga                   | la Pobla de Lillet | masia        |                             | 42° 14′ 43″ N, 1° 59′ 49″ E / 42.245387354966°N,1.9968374097422°E ca:Al costat de la carretera de la Pobla a Ribes                                                  |                                            |                     | Modifica les dades a Wikidata |
|        | Saus                    | la Pobla de Lillet | masia        | 13rd century                | 42° 14′ 53″ N, 1° 57′ 22″ E / 42.2481309202619°N,1.95610124753651°E ca:A la zona nord-oest del municipi.                                                            |                                            |                     | Modifica les dades a Wikidata |
|        | Vallfogona              | la Pobla de Lillet | masia        | Estil: arquitectura popular | 42° 13′ 07″ N, 1° 56′ 44″ E / 42.218678°N,1.945687°E ca:Al sud-oest del municipi,zona Catllaràs-Vallfogona, antiga parròquia de St Cristòfol de Vallfogona.         | bé integrant del patrimoni cultural català |                     | Modifica les dades a Wikidata |
|        | Ventallola              | la Pobla de Lillet | masia        |                             | 42° 14′ 29″ N, 1° 58′ 30″ E / 42.241276710305°N,1.97501302948127°E                                                                                                  |                                            |                     | Modifica les dades a Wikidata |
|        | Vilardell               | la Pobla de Lillet | masia        |                             | 42° 14′ 13″ N, 1° 57′ 54″ E / 42.236902388879°N,1.9650673633978°E ca:A uns 2 km de la Pobla.                                                                        |                                            |                     | Modifica les dades a Wikidata |
|        | el Boix                 | la Pobla de Lillet | masia        |                             | 42° 13′ 41″ N, 2° 00′ 57″ E / 42.2279272086345°N,2.01587241543631°E ca:A la zona est, prop de la carretera de Sant Jaume de Frontanyà                               |                                            |                     | Modifica les dades a Wikidata |
|        | el Celler de l'Alegret  | la Pobla de Lillet | masia        |                             | 42° 14′ 49″ N, 1° 56′ 46″ E / 42.2468320555521°N,1.94603758919185°E                                                                                                 |                                            |                     | Modifica les dades a Wikidata |
|        | el Plantiu              | la Pobla de Lillet | masia        | 20th century                | 42° 14′ 22″ N, 1° 57′ 18″ E / 42.2394491595954°N,1.9551293250506°E ca:Ctra. Guardiola a la Pobla, abans de creuar el pont.                                          |                                            |                     | Modifica les dades a Wikidata |
|        | el Prat                 | la Pobla de Lillet | masia        |                             | 42° 14′ 29″ N, 1° 58′ 43″ E / 42.241453006268°N,1.9786220741071°E ca:Situat per sobre del Barri de les Coromines.                                                   |                                            |                     | Modifica les dades a Wikidata |
|        | el Puig                 | la Pobla de Lillet | masia        |                             | 42° 14′ 34″ N, 2° 00′ 22″ E / 42.242669684523°N,2.0061830949221°E ca:A prop de la carretera de la Pobla a Ribes                                                     |                                            |                     | Modifica les dades a Wikidata |
|        | el Tinar                | la Pobla de Lillet | masia        |                             | 42° 14′ 25″ N, 1° 58′ 21″ E / 42.2404073745779°N,1.97246972531199°E ca:A uns 500 mts de la Pobla. Agafar pista heliport, uns 300 mts el segon creuament a la dreta. |                                            |                     | Modifica les dades a Wikidata |
|        | els Carbonells          | la Pobla de Lillet | masia        |                             | 42° 14′ 50″ N, 1° 59′ 56″ E / 42.247108853714°N,1.998840547663°E |                                            |                     | Modifica les dades a Wikidata |
|        | els Cortals             | la Pobla de Lillet | masia        |                             | 42° 14′ 14″ N, 1° 57′ 05″ E / 42.2370924151978°N,1.9514959630241°E ca:Proper a la carretera de Falgars                                                              |                                            |                     | Modifica les dades a Wikidata |
|        | l'Espelt                | la Pobla de Lillet | masia        | 15th century                | 42° 14′ 31″ N, 1° 54′ 59″ E / 42.2418827124651°N,1.91650952062359°E ca:Zona de Riutort, a l'extrem oest del municipi.                                               |                                            |                     | Modifica les dades a Wikidata |
|        | la Casanova             | la Pobla de Lillet | masia        |                             | 42° 14′ 19″ N, 1° 56′ 46″ E / 42.2385553459394°N,1.9460299079138°E ca:Proper a la carretera de Falgars                                                              |                                            |                     | Modifica les dades a Wikidata |
|        | la Caseta               | la Pobla de Lillet | masia        |                             | 42° 14′ 30″ N, 1° 58′ 11″ E / 42.2417686771271°N,1.96961143350634°E                                                                                                 |                                            |                     | Modifica les dades a Wikidata |
|        | la Muga                 | la Pobla de Lillet | masia        |                             | 42° 15′ 06″ N, 2° 00′ 56″ E / 42.2515842747143°N,2.01562593167637°E                                                                                                 |                                            |                     | Modifica les dades a Wikidata |
|        | la Qüestió              | la Pobla de Lillet | masia        |                             | 42° 12′ 07″ N, 2° 00′ 18″ E / 42.2019864476611°N,2.00509487749897°E ca:Zona sud-est. Prop de la pista de Montclús                                                   |                                            |                     | Modifica les dades a Wikidata |
|        | la Sala                 | la Pobla de Lillet | masia        |                             | 42° 14′ 31″ N, 1° 56′ 22″ E / 42.242072730032°N,1.9395298972053°E ca:Ctra. Guardiola a la Pobla, trencall a l'esquerra. Està indicat.                               |                                            |                     | Modifica les dades a Wikidata |
|        | la Sarga                | la Pobla de Lillet | masia        |                             | 42° 14′ 43″ N, 1° 59′ 46″ E / 42.2452827869428°N,1.99620876389432°E                                                                                                 |                                            |                     | Modifica les dades a Wikidata |
|        | la Teuleria de Montclús | la Pobla de Lillet | masia        |                             | 42° 12′ 09″ N, 1° 59′ 04″ E / 42.2025519252912°N,1.98432427137425°E ca:Montclús, zona sud-est                                                                       |                                            |                     | Modifica les dades a Wikidata |
|        | les Comes               | la Pobla de Lillet | masia        |                             | 42° 14′ 56″ N, 1° 59′ 16″ E / 42.248814070772°N,1.9879039918476°E ca:Zona nord-est del municipi. Prop ctra de la Pobla a Ribes                                      |                                            |                     | Modifica les dades a Wikidata |
|        | les Rovires             | la Pobla de Lillet | masia        |                             | 42° 13′ 08″ N, 2° 00′ 17″ E / 42.2189596698529°N,2.00469517942527°E                                                                                                 |                                            |                     | Modifica les dades a Wikidata |

## molí d'aigua
| imatge | Nom                | Ubicat a           | instància de | Detalls | coordenades | Protecció | Commons (més fotos) | Dades a WD                    |
| ------ | ------------------ | ------------------ | ------------ | ------- | --- | --------- | ------------------- | ----------------------------- |
|        | Molí de Montverdor | la Pobla de Lillet | molí d'aigua |         | 42° 14′ 07″ N, 2° 00′ 46″ E / 42.2353211635264°N,2.01271559164655°E                                                                 |           |                     | Modifica les dades a Wikidata |
|        | Molí de Riutort    | la Pobla de Lillet | molí d'aigua |         | 42° 14′ 21″ N, 1° 55′ 11″ E / 42.2391658931675°N,1.91969508596828°E                                                                 |           |                     | Modifica les dades a Wikidata |
|        | Molí de l'Espelt   | la Pobla de Lillet | molí d'aigua |         | 42° 14′ 28″ N, 1° 55′ 21″ E / 42.2409756114724°N,1.92251249498119°E ca:Camping Espelt. Ctra. Berga a la Pobla Km 4,35. Està indicat |           |                     | Modifica les dades a Wikidata |

## muntanya
| imatge | Nom                         | Ubicat a                                   | instància de | Detalls      | coordenades                                                                           | Protecció | Commons (més fotos)  | Dades a WD                    |
| ------ | --------------------------- | ------------------------------------------ | ------------ | ------------ | ------------------------------------------------------------------------------------- | --------- | -------------------- | ----------------------------- |
|        | Cap de la Baga Alta         | la Pobla de Lillet Castell de l'Areny      | muntanya     |              | 42° 11′ 57″ N, 1° 57′ 15″ E / 42.1993°N,1.95408°E 1755.7 msnm                         |           |                      | Modifica les dades a Wikidata |
|        | Cap de la Baga de Fontanals | la Pobla de Lillet                         | muntanya     |              | 42° 12′ 23″ N, 1° 56′ 33″ E / 42.2065°N,1.94242°E 1742.5 msnm                         |           |                      | Modifica les dades a Wikidata |
|        | Castellsec                  | la Pobla de Lillet                         | muntanya     |              | 42° 13′ 43″ N, 1° 59′ 56″ E / 42.2287°N,1.99898°E 1328.9 msnm                         |           |                      | Modifica les dades a Wikidata |
|        | Puig Lluent                 | les Llosses la Pobla de Lillet             | muntanya     |              | 42° 11′ 49″ N, 1° 58′ 14″ E / 42.19705556°N,1.9705°E 1640.2 msnm                      |           |                      | Modifica les dades a Wikidata |
|        | Puigcal                     | la Pobla de Lillet Guardiola de Berguedà   | muntanya     |              | 42° 15′ 14″ N, 1° 56′ 02″ E / 42.2538°N,1.93383°E 1231.8 msnm                         |           |                      | Modifica les dades a Wikidata |
|        | Roca de Forcada             | la Pobla de Lillet                         | muntanya     |              | 42° 12′ 54″ N, 1° 58′ 37″ E / 42.2151°N,1.97692°E 1538.9 msnm                         |           |                      | Modifica les dades a Wikidata |
|        | Roca de la Devesa Jussana   | la Pobla de Lillet                         | muntanya     |              | 42° 12′ 55″ N, 1° 57′ 49″ E / 42.215193°N,1.96373°E 1615 msnm                         |           |                      | Modifica les dades a Wikidata |
|        | Roca del Corb               | la Pobla de Lillet                         | muntanya     |              | 42° 13′ 14″ N, 1° 59′ 49″ E / 42.22062222°N,1.997°E 1300.7 msnm                       |           |                      | Modifica les dades a Wikidata |
|        | Roques del Bruc             | Castellar de n'Hug la Pobla de Lillet      | muntanya     |              | 42° 15′ 28″ N, 1° 59′ 57″ E / 42.25763889°N,1.99905556°E 1400.3 msnm                  |           |                      | Modifica les dades a Wikidata |
|        | Sant Eloi                   | Castellar de n'Hug la Pobla de Lillet      | muntanya     |              | 42° 15′ 23″ N, 2° 01′ 02″ E / 42.2565°N,2.01719°E 1442.1 msnm                         |           |                      | Modifica les dades a Wikidata |
|        | Tossa de Montclús           | la Pobla de Lillet                         | muntanya     |              | 42° 12′ 57″ N, 1° 59′ 30″ E / 42.2158°N,1.99178°E 1446.7 msnm                         |           |                      | Modifica les dades a Wikidata |
|        | el Pedró                    | la Pobla de Lillet Castell de l'Areny      | muntanya     |              | 42° 12′ 10″ N, 1° 56′ 56″ E / 42.202747°N,1.949012°E 1764 msnm                        |           | El Pedró (Catllaràs) | Modifica les dades a Wikidata |
|        | el Trull                    | la Pobla de Lillet                         | muntanya     |              | 42° 15′ 16″ N, 1° 57′ 39″ E / 42.25430556°N,1.96097222°E 1262.8 msnm                  |           |                      | Modifica les dades a Wikidata |
|        | les Muntanyetes             | la Pobla de Lillet Sant Jaume de Frontanyà | muntanya     | 18th century | 42° 12′ 44″ N, 2° 01′ 18″ E / 42.21211111°N,2.02158333°E ca:Zona sud-est. 1373.9 msnm |           |                      | Modifica les dades a Wikidata |

## pont
| imatge | Nom                                    | Ubicat a           | instància de | Detalls | coordenades | Protecció                                  | Commons (més fotos)             | Dades a WD                    |
| ------ | -------------------------------------- | ------------------ | ------------ | --- | --- | ------------------------------------------ | ------------------------------- | ----------------------------- |
|        | Pont Vell de la Pobla de Lillet        | la Pobla de Lillet | pont         | Estil: arquitectura medieval arquitectura gòtica arquitectura moderna 14th century Travessa: Llobregat             | 42° 14′ 37″ N, 1° 58′ 31″ E / 42.2437°N,1.97518°E                                                                                             | bé cultural d'interès local                | Pont Vell de La Pobla de Lillet | Modifica les dades a Wikidata |
|        | Pont de Ferro                          | la Pobla de Lillet | pont         | Estil: arquitectura del ferro 1904 Travessa: Llobregat Hi passa: Ferrocarril Turístic de l'Alt Llobregat Llum: 19m | 42° 15′ 01″ N, 1° 58′ 35″ E / 42.250387°N,1.976386°E ca:A la sortida de La Pobla en direcció al Clot del Moro                                 | bé integrant del patrimoni cultural català |                                 | Modifica les dades a Wikidata |
|        | Pont de l'Ajuntament / Pont del Magret | la Pobla de Lillet | pont         | Estat: bon estat                                                                                                   | 42° 14′ 37″ N, 1° 58′ 29″ E / 42.24362°N,1.97468°E ca:Al nucli urbà                                                                           |                                            |                                 | Modifica les dades a Wikidata |
|        | Pont de l'Arija                        | la Pobla de Lillet | pont         | Estil: arquitectura popular                                                                                        | 42° 14′ 44″ N, 1° 58′ 58″ E / 42.245573°N,1.982693°E                                                                                          | bé integrant del patrimoni cultural català |                                 | Modifica les dades a Wikidata |
|        | Pont de l'Espelt                       | la Pobla de Lillet | pont         | Estil: arquitectura popular Travessa: Riutort                                                                      | 42° 14′ 22″ N, 1° 55′ 12″ E / 42.239505°N,1.920107°E ca:Sobre el Riutort (o Gavarrós), pas de l'antic camí de Guardiola a la Pobla de Lillet. | bé integrant del patrimoni cultural català |                                 | Modifica les dades a Wikidata |
|        | Pont de la Petita                      | la Pobla de Lillet | pont         | Estil: arquitectura popular Estat: bon estat                                                                       | 42° 14′ 39″ N, 1° 58′ 31″ E / 42.244155°N,1.975359°E ca:Al nucli urbà                                                                         | bé cultural d'interès local                | Pont de la Petita               | Modifica les dades a Wikidata |
|        | Pont del Magret                        | la Pobla de Lillet | pont         | Estil: arquitectura popular                                                                                        | 42° 14′ 37″ N, 1° 58′ 28″ E / 42.243635°N,1.97458°E                                                                                           | bé integrant del patrimoni cultural català | Pont del Magret                 | Modifica les dades a Wikidata |
|        | Ponts de la Pobla de Lillet            | la Pobla de Lillet | pont         | | 42° 14′ 44″ N, 1° 58′ 58″ E / 42.245573°N,1.982693°E                                                                                          |                                            | Bridges in la Pobla de Lillet   | Modifica les dades a Wikidata |
|        | pont Nou de la Pobla                   | la Pobla de Lillet | pont         | 1944 Travessa: Llobregat Estat: malmès Llum: 12.5m                                                                 | 42° 14′ 41″ N, 1° 58′ 31″ E / 42.244670192058926°N,1.975243091583252°E                                                                        |                                            |                                 | Modifica les dades a Wikidata |
|        | pont del Cine                          | la Pobla de Lillet | pont         | 1908-08 Travessa: Llobregat Llum: 19.5m Ample: 1.38m                                                               | 42° 14′ 37″ N, 1° 58′ 27″ E / 42.24362179315567°N,1.9741863012313845°E                                                                        |                                            |                                 | Modifica les dades a Wikidata |

## refugi de muntanya
| imatge | Nom                 | Ubicat a           | instància de             | Detalls                                                         | coordenades | Protecció                   | Commons (més fotos)                      | Dades a WD                    |
| ------ | ------------------- | ------------------ | ------------------------ | --------------------------------------------------------------- | --- | --------------------------- | ---------------------------------------- | ----------------------------- |
|        | Ardericó (masia)    | la Pobla de Lillet | refugi de muntanya masia |                                                                 | 42° 12′ 28″ N, 1° 57′ 58″ E / 42.20777778°N,1.96603056°E ca:Al nord-est del Pedró 1326 msnm                               |                             | Refugi Ardericó                          | Modifica les dades a Wikidata |
|        | Xalet del Catllaràs | la Pobla de Lillet | refugi de muntanya       | Arquitecte: Antoni Gaudí i Cornet Estil: modernisme català 1902 | 42° 13′ 26″ N, 1° 58′ 16″ E / 42.22388889°N,1.97111111°E ca:A la Serra del Catllaràs, al sud-oest del municipi. 1371 msnm | bé cultural d'interès local | Xalet del Catllaràs (la Pobla de Lillet) | Modifica les dades a Wikidata |

## serra
| imatge | Nom                    | Ubicat a | instància de                                        | Detalls                                   | coordenades                                                          | Protecció | Commons (més fotos) | Dades a WD                    |
| ------ | ---------------------- | --- | --------------------------------------------------- | ----------------------------------------- | -------------------------------------------------------------------- | --------- | ------------------- | ----------------------------- |
|        | serra Pigota           | la Pobla de Lillet | serra                                               |                                           | 42° 13′ 47″ N, 1° 58′ 44″ E / 42.2297°N,1.97894°E 1370.4 msnm        |           |                     | Modifica les dades a Wikidata |
|        | serra de Faig-i-branca | les Llosses la Pobla de Lillet | serra                                               |                                           | 42° 11′ 40″ N, 1° 59′ 12″ E / 42.19449722°N,1.98655°E 1526.9 msnm    |           |                     | Modifica les dades a Wikidata |
|        | serra de Falgars       | la Pobla de Lillet | serra                                               |                                           | 42° 13′ 50″ N, 1° 57′ 30″ E / 42.23061111°N,1.95830556°E 1286.8 msnm |           |                     | Modifica les dades a Wikidata |
|        | serra del Catllaràs    | Guardiola de Berguedà Sant Julià de Cerdanyola la Pobla de Lillet Sant Jaume de Frontanyà Castell de l'Areny Vilada la Nou de Berguedà les Llosses | serra àrea protegida Pla d'Espais d'Interès Natural | 1992 Llarg: 13km Superfície: 6154.53213ha | 42° 12′ 33″ N, 1° 57′ 12″ E / 42.20904444°N,1.95336389°E 1779 msnm   |           | Serra del Catllaràs | Modifica les dades a Wikidata |
|        | serra del Puig         | la Pobla de Lillet Guardiola de Berguedà | serra                                               |                                           | 42° 15′ 14″ N, 1° 56′ 02″ E / 42.25377778°N,1.93383333°E 1231.8 msnm |           |                     | Modifica les dades a Wikidata |
|        | serrat Negre           | Castell de l'Areny la Pobla de Lillet | serra                                               |                                           | 42° 12′ 02″ N, 1° 56′ 00″ E / 42.2006°N,1.93344°E 1779.3 msnm        |           |                     | Modifica les dades a Wikidata |

## Misc
| imatge | Nom                                     | Ubicat a                                                                          | instància de                                   | Detalls                                                                                 | coordenades | Protecció                                  | Commons (més fotos)                          | Dades a WD                    |
| ------ | --------------------------------------- | --------------------------------------------------------------------------------- | ---------------------------------------------- | --------------------------------------------------------------------------------------- | --- | ------------------------------------------ | -------------------------------------------- | ----------------------------- |
|        | Ca l'Artigas                            | la Pobla de Lillet                                                                | fàbrica                                        | Estil: arquitectura popular 19th century                                                | 42° 15′ 08″ N, 1° 58′ 31″ E / 42.252152°N,1.975303°E ca:A pocs metres al nord del nucli urbà de la Pobla de Lillet, i a la riba dreta del riu Llobregat. | bé integrant del patrimoni cultural català | Ca l'Artigas (la Pobla de Lillet)            | Modifica les dades a Wikidata |
|        | Ferrocarril Turístic de l'Alt Llobregat | la Pobla de Lillet                                                                | línia de ferrocarril                           | 21st century                                                                            | 42° 14′ 29″ N, 1° 57′ 54″ E / 42.241383°N,1.964975°E ca:A peu de la carretera de Guardiola a la Pobla                                                    |                                            | Ferrocarril Turístic de l'Alt Llobregat      | Modifica les dades a Wikidata |
|        | Jardins Artigas                         | la Pobla de Lillet                                                                | jardí estructura arquitectònica                | Arquitecte: Antoni Gaudí i Cornet Estil: modernisme català arquitectura modernista 1906 | 42° 15′ 13″ N, 1° 58′ 30″ E / 42.25361111°N,1.975°E ca:Al peu de l'antiga línia de FC al Clot del Moro. La Pobla de Lillet (Berguedà)                    | bé cultural d'interès local                | Jardins de Can Artigas                       | Modifica les dades a Wikidata |
|        | Llobregat                               | Catalunya província de Barcelona Catalunya Central Àmbit Metropolità de Barcelona | riu                                            | Desemboca: mar Mediterrània Llarg: 175km Conca: 4948.3km²                               | 42° 16′ 57″ N, 2° 00′ 46″ E / 42.282412°N,2.012826°E 41° 18′ 08″ N, 2° 07′ 55″ E / 41.302248°N,2.131948°E                                                |                                            | Llobregat                                    | Modifica les dades a Wikidata |
|        | Monument a Eusebi Güell                 | la Pobla de Lillet                                                                | monument                                       | Estil: arquitectura popular                                                             | 42° 14′ 37″ N, 1° 58′ 31″ E / 42.243577°N,1.975188°E | bé integrant del patrimoni cultural català | Monument a Eusebi Güell (la Pobla de Lillet) | Modifica les dades a Wikidata |
|        | Polígon industrial Vinya del Sastre     | la Pobla de Lillet                                                                | polígon industrial                             |                                                                                         | 42° 14′ 38″ N, 1° 57′ 58″ E / 42.2438006799488°N,1.96623299545946°E                                                                                      |                                            |                                              | Modifica les dades a Wikidata |
|        | casa consistorial de la Pobla de Lillet | la Pobla de Lillet                                                                | casa consistorial                              |                                                                                         | 42° 14′ 37″ N, 1° 58′ 29″ E / 42.2435881°N,1.9748°E |                                            |                                              | Modifica les dades a Wikidata |
|        | cementiri de la Pobla de Lillet         | la Pobla de Lillet                                                                | cementiri                                      |                                                                                         | 42° 14′ 46″ N, 1° 59′ 09″ E / 42.2461285600916°N,1.98588007355405°E                                                                                      |                                            |                                              | Modifica les dades a Wikidata |
|        | collada de Grau Pedrís                  | Castell de l'Areny les Llosses la Pobla de Lillet                                 | collada                                        |                                                                                         | 42° 11′ 54″ N, 1° 57′ 58″ E / 42.19843889°N,1.96620556°E 1595 1600 msnm                                                                                  |                                            |                                              | Modifica les dades a Wikidata |
|        | cova de Falgars                         | la Pobla de Lillet                                                                | cova                                           |                                                                                         | 42° 13′ 45″ N, 1° 56′ 44″ E / 42.2290578563521°N,1.94548508563425°E                                                                                      |                                            |                                              | Modifica les dades a Wikidata |
|        | creu de Saus                            | la Pobla de Lillet                                                                | creu monumental                                |                                                                                         | 42° 14′ 39″ N, 1° 57′ 33″ E / 42.2440784096044°N,1.95910133575514°E                                                                                      |                                            |                                              | Modifica les dades a Wikidata |
|        | la Bauma de Xalat                       | la Pobla de Lillet                                                                | abric rocós                                    |                                                                                         | 42° 12′ 32″ N, 1° 59′ 59″ E / 42.2089996810283°N,1.99961820272463°E                                                                                      |                                            |                                              | Modifica les dades a Wikidata |
|        | la Pobla de Lillet                      | la Pobla de Lillet                                                                | entitat singular de població capital municipal | 1107 hab                                                                                | 42° 14′ 45″ N, 1° 58′ 29″ E / 42.24586613°N,1.97478462°E 859 msnm                                                                                        |                                            |                                              | Modifica les dades a Wikidata |
|        | les Coromines                           | la Pobla de Lillet                                                                | disseminat                                     |                                                                                         | 42° 14′ 33″ N, 1° 58′ 46″ E / 42.242435549925°N,1.9795215738018°E                                                                                        |                                            |                                              | Modifica les dades a Wikidata |